# Canape

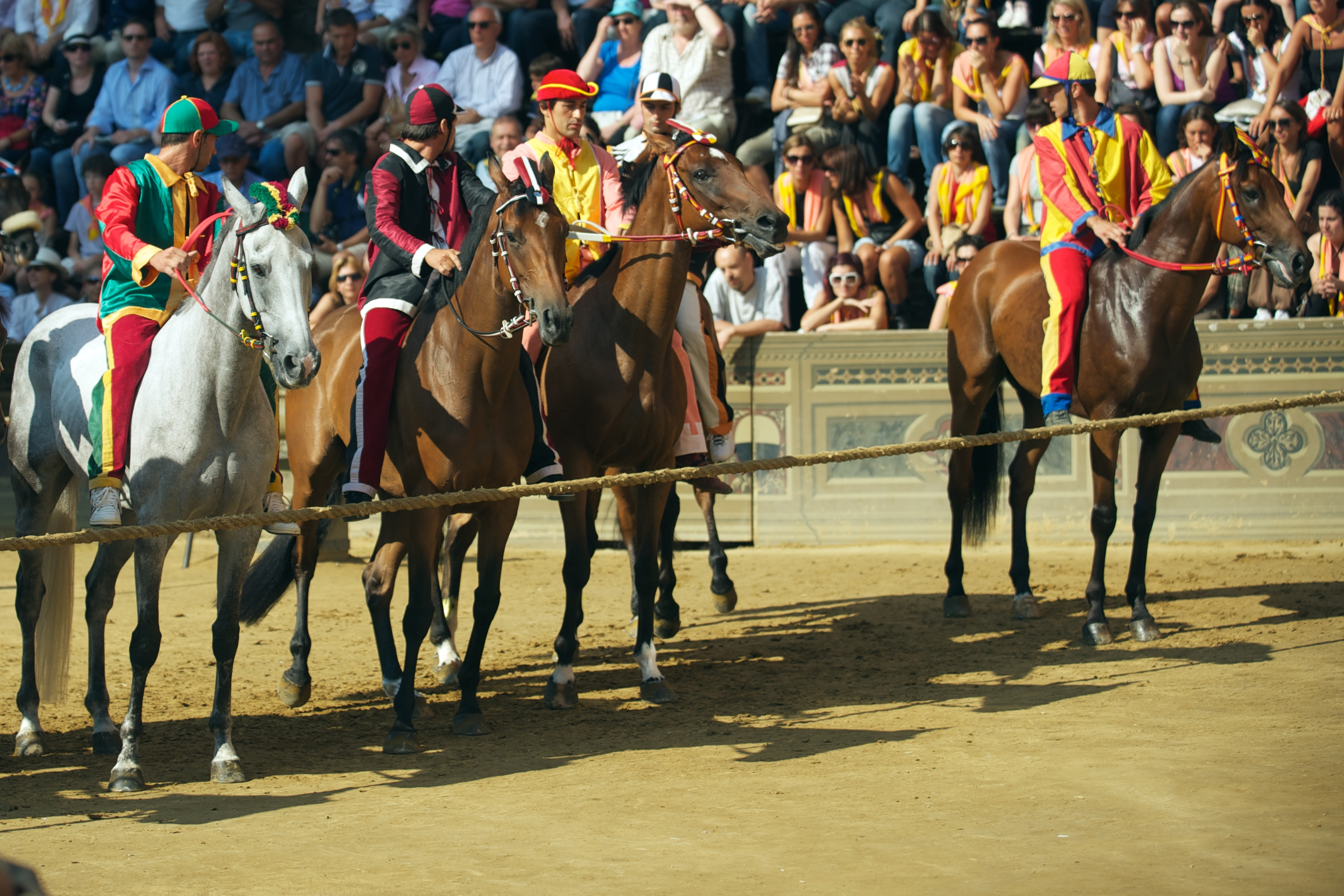
Cavalli e fantini tra i canapi al palio di Siena

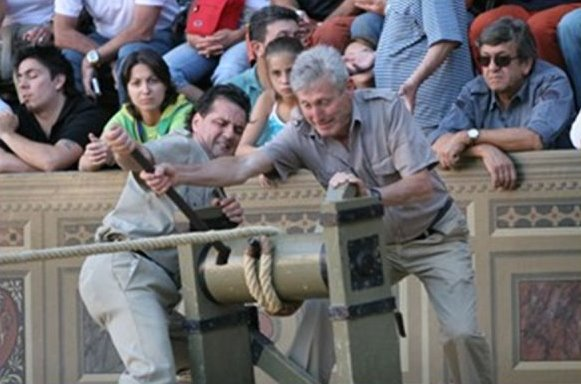
Palio di Siena, operai del comune tendono il canape

Il canape (o canapo) è la corda che serve a delimitare l'area della "mossa", ovvero della partenza della gara ippica di un palio. Questo termine è utilizzato nel gergo del palio di Siena, del palio di Legnano e del palio di Asti.

## Etimologia e storia
L'etimologia ha origine dal greco κάνναβις, che a sua volta deriverebbe dal sanscrito çanas, che significa "canapa", ovvero la fibra tessile che è utilizzata per realizzare la corda e che è ottenuta dalle piante di Cannabis sativa.
Già in un documento del 1406 reso noto dallo storico Ferdinando Gabotto si cita, tra le spese sostenute per la corsa del palio di Asti:

## Nel palio di Siena
Nel palio di Siena moderno sono adottati due canapi, all'interno dei quali fantini e cavalli si posizionano per la "mossa". Il canape anteriore misura 14 metri e pesa circa 80 chili, è spesso 4 centimetri e viene posizionato ad un'altezza di 80 centimetri; quello posteriore è lungo 12 metri ed è spesso 3 centimetri. La distanza tra le due corde è di 4 metri nel punto più interno (allo steccato) e di 6,29 metri nel punto più lontano. Il canape anteriore viene teso lungo la linea di partenza mediante un argano meccanico; la corda viene poi sganciata al momento della partenza mediante un pedale azionato dal mossiere. Solitamente, per favorire la più veloce caduta a terra del canape, viene agganciato un contrappeso all'estremo opposto del mossiere.